# Helota ritsemana
Helota ritsemana is een keversoort uit de familie Helotidae. De wetenschappelijke naam van de soort is voor het eerst geldig gepubliceerd in 1923 door Heller.